# Zlot XX-lecia Związku Harcerstwa Rzeczypospolitej
Zlot XX-lecia Związku Harcerstwa Rzeczypospolitej – zlot harcerski, zorganizowany przez Związek Harcerstwa Rzeczypospolitej w dniach 3-9 sierpnia 2009 w Koronowie, dla uczczenia 20 rocznicy powstania Związku Harcerstwa Rzeczypospolitej.
Hasło zlotu: „Przyszłość zaczyna się dziś” – nawiązuje do słów Jana Pawła II, wypowiedzianych 19 czerwca 1983 na Jasnej Górze, podczas pierwszej Białej Służby.

## Komenda Zlotu
- Komendant Zlotu: hm. Artur Nowak.
- Komendantka Gniazd Harcerek: hm. Anna Dudzik
- Komendant Gniazd Harcerzy: phm. Radosław Podogrocki

## Uczestnicy
Cały zlot podzielony był na chorągwie żeńskie i męskie tj:
- Chorągiew dolnośląska
- Chorągiew górnośląska
- Chorągiew kujawsko-pomorska
- Chorągiew lubelska
- Chorągiew łódzka
- Chorągiew małopolska
- Chorągiew mazowiecka
- Chorągiew podkarpacka
- Chorągiew pomorska
- Chorągiew wielkopolska
- Chorągiew zachodniopomorska

oraz
- Gniazdo harcerzy/harcerek starszych
- Gniazdo wędrownicze